# Knyszyn
Knyszyn là một thị trấn thuộc huyện Moniecki, tỉnh Podlaskie ở đông-bắc Ba Lan. Thị trấn có diện tích 24 km². Đến ngày 1 tháng 1 năm 2011, dân số của thị trấn là 2744 người và mật độ 116 người/km².